# Werner Eck
Werner Eck (17 de dezembro de 1939 (85 anos)) é um professor de História Antiga da Universidade de Colônia e um perito em história do Império Romano.

## Publicações
- Senatoren von Vespasian bis Hadrian. Prosopographische Untersuchungen mit Einschluss der Jahres- u. Provinzialfasten der Statthalter. Beck, Munique 1970, ISBN 3-406-03096-3 (Vestigia, Band 13).
- Die staatliche Organisation Italiens in der hohen Kaiserzeit. Beck, Munique 1979, ISBN 3-406-04798-X (Vestigia, Band 28).
- Die Statthalter der germanischen Provinzen vom 1. - 3. Jahrhundert. Rheinland-Verlag, Colônia 1985, ISBN 3-7927-0807-8 (Epigraphische Studien, Band 14).
- Agrippina, die Stadtgründerin Kölns. Eine Frau in der frühkaiserzeitlichen Politik. Greven, Colônia 1993, ISBN 3-7743-0271-5.
- Die Verwaltung des Römischen Reiches in der Hohen Kaiserzeit. Ausgewählte Beiträge. 2 Bände, Reinhardt, Basel 1995, ISBN 3-7245-0866-2; 1998, ISBN 3-7245-0962-6.
- (mit Antonio Caballos und Fernando Fernández) Das Senatus consultum de Cn. Pisone patre. Beck, Munique 1996, ISBN 3-406-41400-1 (Vestigia, Band 48).
- Augustus und seine Zeit. Beck, Munique 1998, 4. Auflage 2006, ISBN 3-406-41884-8 (auch englische, spanische, italienische und tschechische Übersetzung).
- Cambridge Ancient History. Band XI, Cap. IV–VII, 2000, S. 195-293.
- Köln in römischer Zeit. Geschichte einer Stadt im Rahmen des Imperium Romanum. Greven, Colônia 2004, ISBN 3-7743-0357-6 (Geschichte der Stadt Köln, Band 1).
- Rom und Judaea. Fünf Vorträge zur römischen Herrschaft in Palästina. Mohr Siebeck, Tubinga 2007, ISBN 978-3-16-149460-4 (Tria Corda, Band 2).